# مارغو فينكلر
مارغو فينكلر (بالإنجليزية: Margo Winkler)‏ هي ممثلة أمريكية، ولدت في 1930.

## أعمال

### أفلام
- (1982) ملك الكوميديا

## وصلات خارجية
- مارغو فينكلر على موقع IMDb (الإنجليزية)
- مارغو فينكلر على موقع ألو سيني (الفرنسية)
- مارغو فينكلر على موقع أول موفي (الإنجليزية)
- مارغو فينكلر على موقع قاعدة بيانات الأفلام السويدية (السويدية)
- مارغو فينكلر على موقع قاعدة بيانات الفيلم (الإنجليزية)
- مارغو فينكلر على موقع كينوبويسك (الروسية)